# Hugueninia
Hugueninia é um género botânico pertencente à família Brassicaceae.